# Seija Hyytiäinen
Seija Hyytiäinen (Saarijärvi, 14 agosto 1962) è un'ex biatleta finlandese.

## Biografia
In Coppa del Mondo ottenne il primo risultato di rilievo il 18 marzo 1988 a Jyväskylä (17ª) e l'unico podio il 4 marzo 1989 a Hämeenlinna (3ª). In carriera prese parte a tre edizioni dei Mondiali, vincendo una medaglia.

## Palmarès

### Mondiali
- 1 medaglia:
  - 1 bronzo (staffetta a Minsk/Oslo/Kontiolahti 1990)

### Coppa del Mondo
- 1 podio (individuale[1]):
  - 1 terzo posto